# Turkiets flagga
Turkiets flagga är röd med en vit månskära och en vit femuddig stjärna. På turkiska kallas flaggan vanligtvis Ay ve yıldız (månen och stjärnan) eller al sancak (röda baneret). Flaggan antogs officiellt av Turkiet den 5 juni 1936 och har proportionerna 2:3.

## Symbolik
Halvmånen och stjärnan har under lång tid använts som symboler i Anatolien, även innan islam blev den dominerande religionen. I och med det turkiska sultanatet kom halvmånen och stjärnan även att representera islam och med början i 1800-talet också panislamismen.
Det finns flera olika förklaringar till hur symbolerna kom till. Den romerska gudinnan Diana var Bysans skyddsgudinna; och hennes symbol var månen. När kejsar Konstantin helgade Istanbul, som han kallade Konstaninopel, åt jungfru Maria lade man till hennes symbol, stjärnan, över halvmånen. Enligt en annan förklaring uppenbarades månen och stjärnan i en blodpöl för den osmanske sultanen Murat II i andra slaget på Trastfältet 1448.

## Historik
Flaggan i sin nuvarande utformning skapades 1844, men liknande flaggor hade använts inom det osmanska riket åtminstone sedan 1600-talet. Den osmanska flottans flagga som tidigare varit grön ändrades 1793 under sultanen Selim III till en röd flagga med en vit halvmåne och en fleruddig stjärna. När den moderna turkiska staten bildades efter första världskriget gjorde man sig av med alla symboler som var förknippade med det gamla kalifatet, men den gamla osmanska flaggan ändrades bara obetydligt. Den stadfästes i lag 1936.